# おみ漬け
おみ漬け（おみづけ）は、山形県特産の青菜を細かく刻み、他の野菜とともに漬けた漬物の一種で、山形県内陸部の郷土料理である。

## 概要
山形県で作られる青菜漬は、肉厚の茎の部分を珍重して食べることが多く、葉先は捨ててしまうこともあったため、それを見た近江出身の商人が「もったいない」と思い、葉先を刻んで漬物にした。この「近江漬」が転化して「おみ漬」になったといわれている。他にも、刻んだ野菜を揉んで漬けることから「もみ漬」が「おみ漬」になったという説など諸説ある。
おみ漬は、余った野菜をすべて使い切るための知恵として発展してきた料理であり、使う野菜の種類に限りはなく、青菜に限らず余った野菜をなんでも細かく刻んで漬ける。

## 調理法
山形青菜を中心に、大根や人参などの旬の野菜を一緒に刻んで、しばらく塩漬けにしてから食べる。ごはんと一緒に食べるのはもちろん、おにぎりの具やお茶漬け、チャーハンの具などさまざまな用途に活用できる常備菜である。